# Німфей у Філадельфії
Німфей у Філадельфії – монументальна споруда у античного міста Філадельфія, яке розташовувалось на території сучасного Амману (столиця Йорданії). Одна з філадельфійських пам’яток, що дійшла до нашого часу у доволі гарному стані.

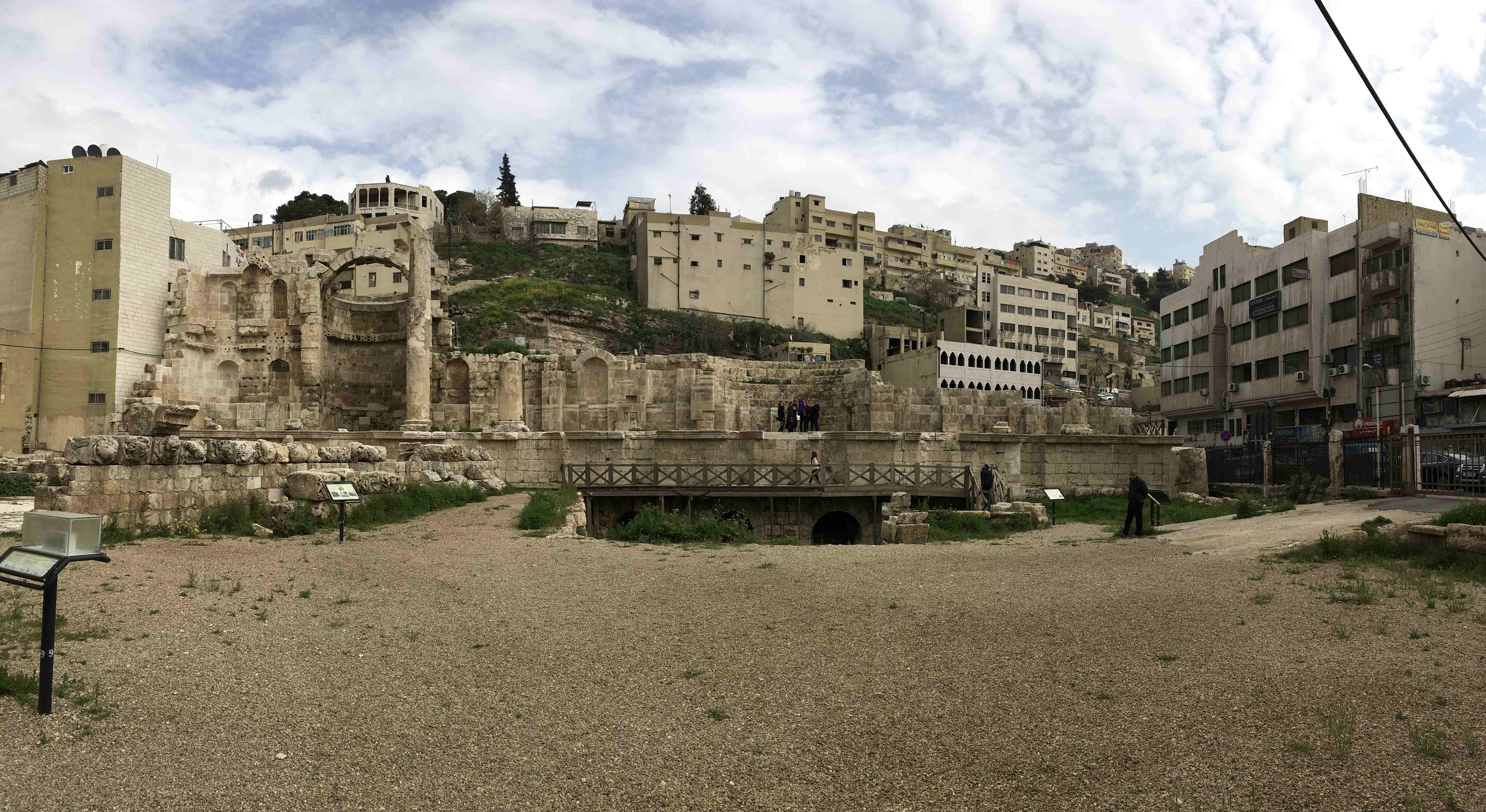
Панорамний вигляд німфею

## Розташування
Споруду звели на місці впадіння пересихаючого потоку Місдар-ель-Мадхене до Ваді-Амман (наразі це перетин вулиць Халіль-ас-Сауд та Курайш, русла потоків під якими забрано у колектори). Для її розміщення Місдар-ель-Мадхене пропустили через чотири арки – одну велику (видна з тильної частини споруди, що виходить на вулицю Курайш) та три однотипні менші (є портали на лицьовій стороні, проте лише один з них наразі веде у прохід на протилежний бік). Наявність двох типів арок засвідчує, що спочатку споруда мала значно менший розмір, при цьому її первісне призначення встановити наразі не вдалося.
Німфей розташовувався на південь від декуманусу (оточена колонадами головна вулиця Філадельфії, котра прямувала по лівобережжю Ваді-Амман), на певній відстані (кілька десятків метрів) від нього. Простір між вулицею та німфеєм перетворили на площу, для чого знадобились масштабні роботи по накриттю потоку Місдар-ель-Мадхене. На північній стороні площі, між правим крилом німфею та декуманусом, облаштували чотирикутний (проте не прямокутний) басейн розмірами 26х15 метрів, можливим призначенням якого було влаштування водних вистав.  

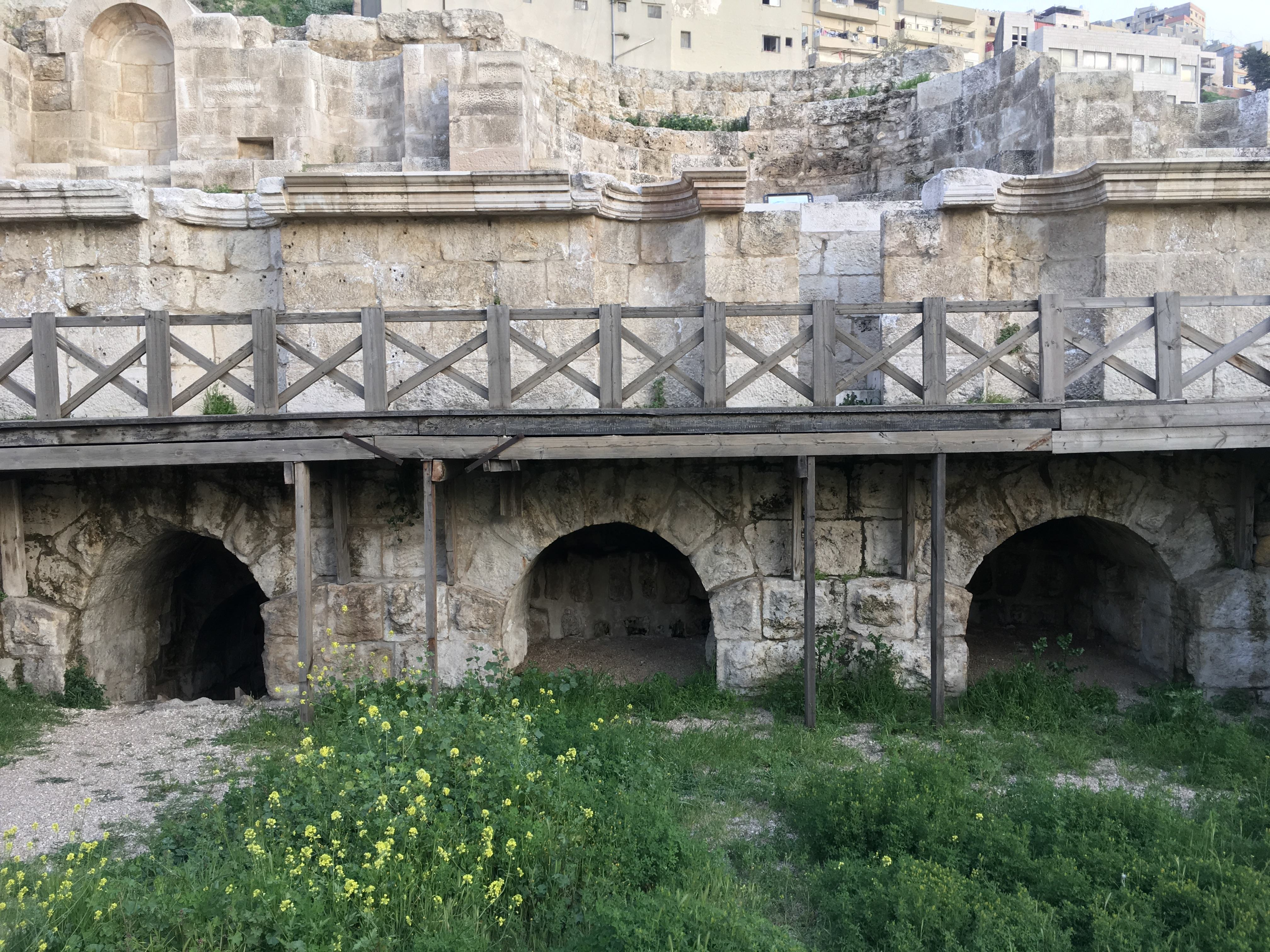
Три малі арки для пропуску потоку Місдар-ель-Мадхене під німфеєм

Задня сторона споруди виходила до русла Ваді-Амман, при цьому існують припущення, що і цей потік накрили (або хоча б частково накрили) платформою, створивши ще один громадський простір.

## Призначення

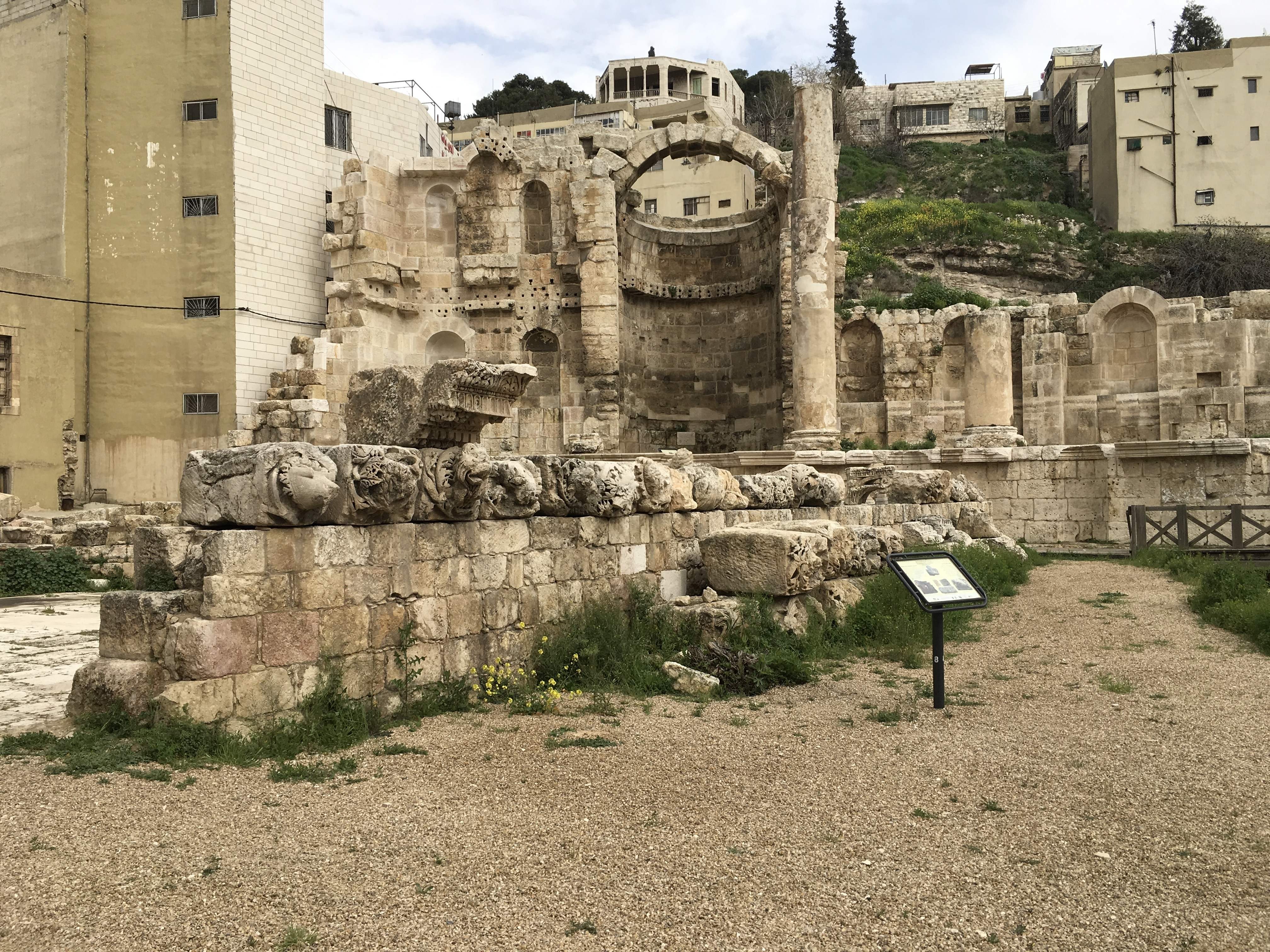
Північна апсида німфею. На передньому плані ліворуч видно стінку басейну, ймовірно призначеного для водних вистав

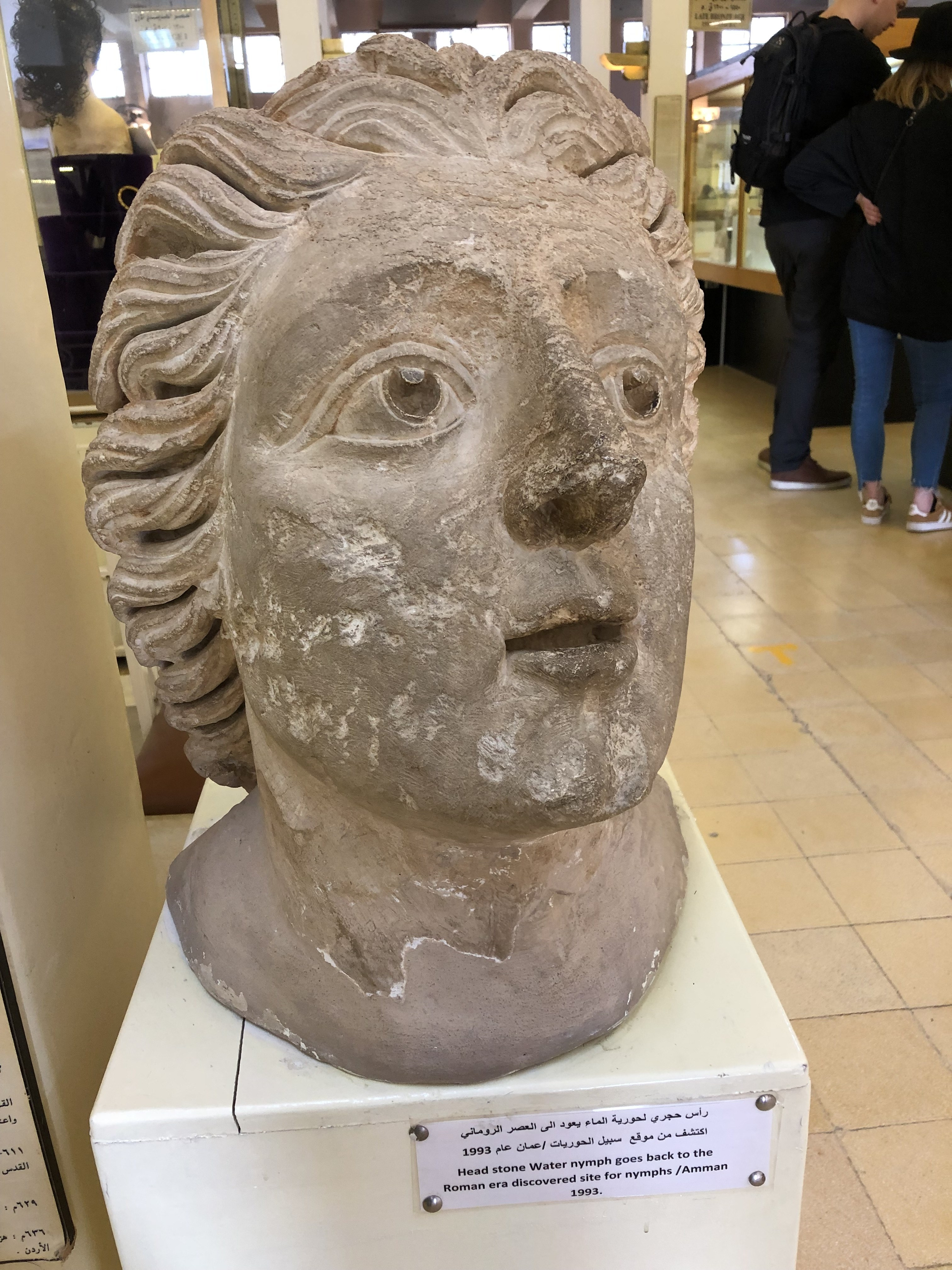
Одна із двох жіночих голів, знайдених при розкопках німфею. Йорданський археологічний музей

Існують різні думки стосовно класифікації споруди, яку спершу визначили як монументальний фонтан – німфей. Цей тип будівель розвинувся із храмів на честь німф, котрі вважались володарками водних джерел, та поступово перетворився на популярний прийом прикрашання центру міста. Зокрема, багато декоровані фонтани були широко поширені у східних та південних провінціях римської імперії, при цьому серед найкраще збережених німфеїв можливо згадати споруди у Герасі (так само Йорданія), Сагаласі, Сіде (обидва Туреччина) та Лептіс-Магні (Лівія).
Втім, під час розкопок не виявили жодних елементів водопровідної системи, що дало підстави тлумачити філадельфійську споруду як kalybe – специфічний тип будівель, який зустрічається у ряді античних міст Сирії, таких як Філіпополіс (сучасна Шахба), Босра та ще три менші поселення у провінції Сувейда. Цей тип споруд характеризують також як декоративні «безводні німфеї» або, за іншим припущенням, як пов’язаний із набатейським впливом різновид будівель для відправляння імперського культу (наділення правителів божественними якостями було широко поширене в імперії, особливо у східних провінціях)
Німфеї у Гіппосі (Голанські висоти) та Філадельфії у певний момент також почали розглядати як kalybe. Втім, наразі філадельфійську споруду знову трактують як німфей та припускають, що на платформі другого ярусу все-таки існував басейн для води. Серед доказів на користь такого призначення споруди вказують на наявність біля її основи джерел (притік води з яких створював значні ускладнення при веденні археологічних досліджень), а також віднайдення під час розкопок двох голів, котрі трактують як частини скульптур німф (при цьому місце їх розташування у комплексі наразі незрозуміле, оскільки існуючі ніші для скульптур занадто малі для таких фігур).  

## Опис споруди

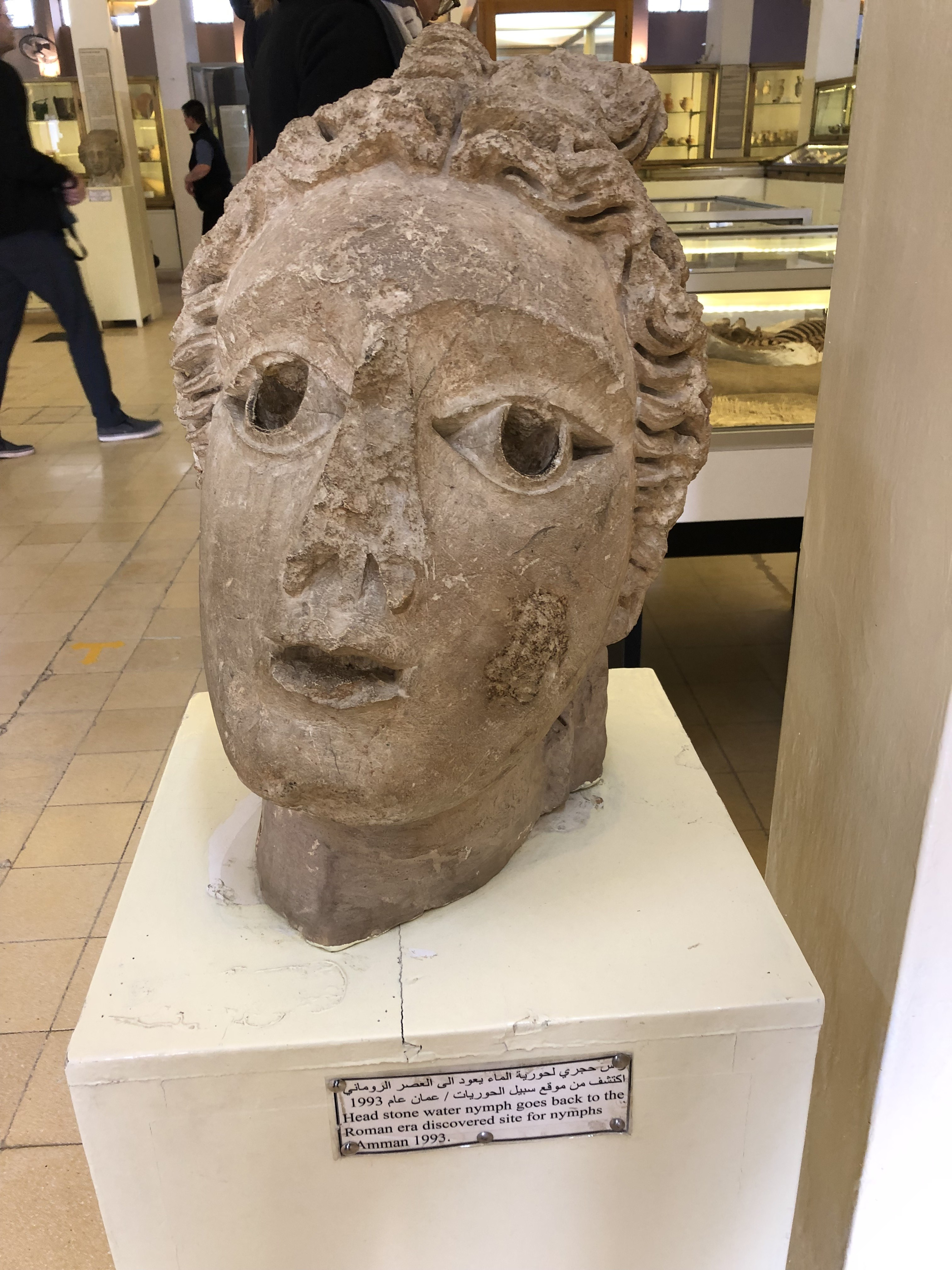
Ще одна жіноча голова, знайдена при розкопках німфею. Йорданський археологічний музей

За формою філадельфійський німфей характеризують як напівоктагон, котрий займав п’ять із можливих восьми сторін цієї фігури. Він включав три секції з апсидами (напівкруглими у плані виступами) та два бічні крила. Ліва та права апсиди знаходились під певним кутом як до центральної, так і до бічних секцій (останні при цьому були вже перпендикулярними до центральної апсиди). Наразі збереглись лише центральна та права апсиди, а також початок лівої, тоді як бічні частини німфею повністю втрачені. Загальна ширина споруди визначається дослідниками як 68 метрів.

Панорамний вигляд задньої сторони німфею (блоки виконано у рустикальній техніці з фасками по периметру). У лівій частині знімку видно більшу арку для пропуску потоку під німфеєм

У вертикальному плані німфей мав два яруси. Виступаючий уперед нижній нагадував сцену театру, був облицьований мармуром (зараз можна бачити лише отвори для його кріплення) та прикрашений скульптурами, розміщеними у нішах висотою 2,1 метра та шириною 1,25 метра.
Апсиди другого ярусу мали висоту біля 12 метрів. Обабіч кожної з них у два ряди розташовувалось по 4 ніші для розміщення скульптур шириною по 1,25 метра. Нижня частина стін другого ярусу також має отвори для кріплення мармурового оздоблення. Його передній край оздоблювала однорівнева колонада з висотою колон біля 10 метрів та коринфськими капітелями.

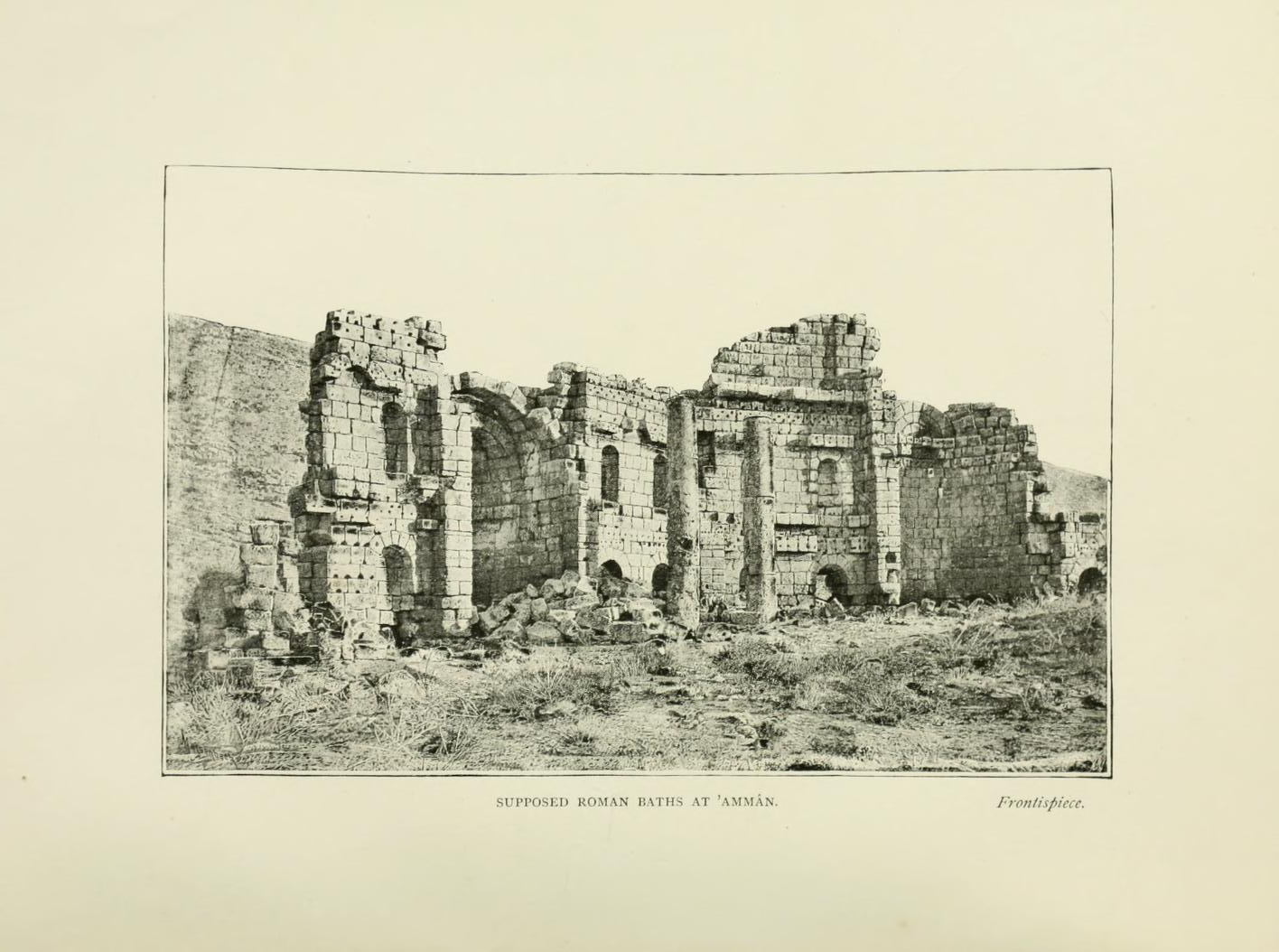
Вигляд німфею у 1889 році

Задня частина споруди, котра виходила до громадського простору уздовж або над руслом Ваді-Амман, складалась із блоків, виконаних у рустикальному стилі (тобто прикрашених знятими по краю фасками).

## Історія споруди
Зведення німфею на основі попередньої меншої споруди невизначеного призначення відносять до кінця 2-го або початку 3-го століття нашої ери, коли у Філадельфії провадились масштабні будівельні роботи.
У ранньовізантійський період центральну апсиду використали для створення християнської церкви, а в часи Омеядів простір навколо заповнювали невеличкі кімнати, імовірно торгівельні лавки. Перекриття апсид (за виключенням частини структури над північною із них) були зруйновані під час землетрусів 631,641 або 659 років н.е. (тобто ще до катастрофічного лиха 749 року, котре нанесло найбільш тяжкі пошкодження спорудам різного призначення по всьому Зайорданню).
Хоча німфей і втратив бічні частини та своє оздоблення (елементи фризу, який прикрашав споруду, виявили у стінах оточуючих будинків), проте він все-таки дійшов до наших часів як монументальна споруда. У 2014-2018 роках за підтримки U.S.Ambassadors Fund for Cultural Preservation Program фахівці Йорданського університету провели комплекс реставраційних робіт, який зокрема включав часткову добудову у секції правої апсиди. За цим осінню 2018-го на майданчик німфею відкрили доступ для відвідувачів.